# Weeks v. United States
Weeks v. United States, 232 U.S. 383 (1914), war ein am 2. und 3. Dezember 1913 mündlich vor dem Obersten Gerichtshof der Vereinigten Staaten verhandelter Fall. Mit einstimmigem Urteil wurde am 24. Februar 1914 entschieden, dass die Beschlagnahme von Objekten in privaten Wohnungen ohne vorherigen richterlichen Beschluss gegen den 4. Zusatzartikel der Bundesverfassung verstößt und dass diese vor Bundesgerichten nicht verwendet werden dürfen.
Diese Entscheidung galt zunächst nicht für die Gerichte der Einzelstaaten; der Gerichtshof verbot aber, dass die lokalen Polizeikräfte die so erlangten Gegenstände an ihre Kollegen auf der Bundesebene weitergeben.
In dem späteren Fall Mapp v. Ohio, 367 U.S. 643 (1961) wurde die Entscheidung auf Gerichte der Einzelstaaten ausgedehnt.